# FTH1
FTH1 (англ. Ferritin heavy chain 1) – білок, який кодується однойменним геном, розташованим у людей на короткому плечі 11-ї хромосоми. Довжина поліпептидного ланцюга білка становить 183 амінокислот, а молекулярна маса — 21 226.
| 10         |  | 20         |  | 30         |  | 40         |  | 50         |
| ---------- |  | ---------- |  | ---------- |  | ---------- |  | ---------- |
| MTTASTSQVR |  | QNYHQDSEAA |  | INRQINLELY |  | ASYVYLSMSY |  | YFDRDDVALK |
| NFAKYFLHQS |  | HEEREHAEKL |  | MKLQNQRGGR |  | IFLQDIKKPD |  | CDDWESGLNA |
| MECALHLEKN |  | VNQSLLELHK |  | LATDKNDPHL |  | CDFIETHYLN |  | EQVKAIKELG |
| DHVTNLRKMG |  | APESGLAEYL |  | FDKHTLGDSD |  | NES        |  |            |

A: Аланін

C: Цистеїн

D: Аспарагінова кислота

E: Глутамінова кислота

F: Фенілаланін

G: Гліцин

H: Гістидин

I: Ізолейцин

K: Лізин

L: Лейцин

M: Метіонін

N: Аспарагін

P: Пролін

Q: Глутамін

R: Аргінін

S: Серин

T: Треонін

V: Валін

W: Триптофан

Кодований геном білок за функціями належить до оксидоредуктаз, фосфопротеїнів. 
Задіяний у такому біологічному процесі, як ацетилювання. 
Білок має сайт для зв'язування з іонами металів, іоном заліза. 